# Athamanta turbith
Athamanta turbith là một loài thực vật có hoa trong họ Hoa tán. Loài này được (L.) Brot. mô tả khoa học đầu tiên năm 1804.